# Рейвенден (Арканзас)
Рейвенден (англ. Ravenden) — місто (англ. town) в США, в окрузі Лоуренс штату Арканзас. Населення — 426 осіб (2020).

## Географія
Рейвенден розташований за координатами 36°14′21″ пн. ш. 91°14′51″ зх. д. / 36.23917° пн. ш. 91.24750° зх. д. (36.239288, -91.247489).  За даними Бюро перепису населення США в 2010 році місто мало площу 5,42 км², з яких 5,39 км² — суходіл та 0,03 км² — водойми.

## Демографія
Згідно з переписом 2010 року, у місті мешкало 470 осіб у 202 домогосподарствах у складі 130 родин. Густота населення становила 87 осіб/км².  Було 251 помешкання (46/км²). 
Расовий склад населення:
| - 99,1 % — білих - 0,2 % — корінних американців |

До двох чи більше рас належало 0,6 %. Іспаномовні складали 0,9 % від усіх жителів.
За віковим діапазоном населення розподілялося таким чином: 24,0 % — особи молодші 18 років, 58,3 % — особи у віці 18—64 років, 17,7 % — особи у віці 65 років та старші. Медіана віку мешканця становила 43,7 року. На 100 осіб жіночої статі у місті припадало 96,7 чоловіків;  на 100 жінок у віці від 18 років та старших — 96,2 чоловіків також старших 18 років.
Середній дохід на одне домашнє господарство  становив 33 708 доларів США (медіана — 27 596), а середній дохід на одну сім'ю — 39 215 доларів (медіана — 28 424). Медіана доходів становила 25 536 доларів для чоловіків та 21 563 долари для жінок. За межею бідності перебувало 36,3 % осіб, у тому числі 70,6 % дітей у віці до 18 років та 13,6 % осіб у віці 65 років та старших.
Цивільне працевлаштоване населення становило 184 особи. Основні галузі зайнятості: освіта, охорона здоров'я та соціальна допомога — 21,7 %, транспорт — 11,4 %, сільське господарство, лісництво, риболовля — 10,9 %.